# Kyselina ricinolejová
Kyselina ricinolejová (systematický název (9Z,12R)-12-hydroxyoktadec-9-enová kyselina) je omega-9 nenasycená mastná kyselina.
Tato mastná kyselina je hlavní složkou ricinového oleje a asi 90 % z něj tvoří triglyceridy kyseliny ricinolejové.

## Výroba
Kyselina ricinolejová se vyrábí zmýdelněním nebo frakční destilací hydrolyzovaného ricinového oleje..
První pokus o přípravu této kyseliny provedl roku 1888 Friedrich Krafft.

## Použití
Zinečnatá sůl kyseliny ricinolejové se používá ve výrobcích pro osobní hygienu, jako jsou například deodoranty.